# Norrländska mästerskapet i fotboll 1948
Norrländska mästerskapet i fotboll 1948 vanns av IFK Holmsund.

## Final
- 13 juni 1948: IFK Holmsund–Fagerviks GF 5–3